# 高齢者、障害者等の移動等の円滑化の促進に関する法律
高齢者、障害者等の移動等の円滑化の促進に関する法律（こうれいしゃ、しょうがいしゃとうのいどうとうのえんかつかのそくしんにかんするほうりつ、平成18年6月21日法律第91号）は、高齢者、障害者等の自立した日常生活および社会生活を確保することの重要性にかんがみ、公共交通機関の旅客施設および車両等、道路、路外駐車場、公園施設ならびに建築物の構造および設備を改善するための措置、一定の地区における旅客施設、建築物等およびこれらの間の経路を構成する道路、駅前広場、通路その他の施設の一体的な整備を推進するための措置その他の措置を講ずることにより、高齢者、障害者等の移動上および施設の利用上の利便性および安全性の向上の促進を図り、もって公共の福祉の増進に資することに関する法律である（第1条）。通称はバリアフリー法またはバリアフリー新法である。

## 概要
本格的な高齢化社会の到来を迎えて、高齢者・障害者の自立と積極的な社会参加を促すため、公共性のある建物を高齢者・障害者が円滑かつ安全に利用出来るような整備の促進を目的として、平成6年にハートビル法が制定された。その後、その主旨をより積極的に進めるべく、平成15年4月1日に高齢者、身体障害者等が円滑に利用できる特定建築物の建築の促進に関する法律の一部を改正する法律が施行された。
また、平成18年12月に同法（不特定多数利用の建物が対象となる）と交通バリアフリー法（駅や空港等の旅客施設が対象となる）が統合されバリアフリー法として施行された。同法では、新たに特定道路や特定公園のバリアフリー化についての規定が追加された。同法によれば、特定建築物のバリアフリー化は努力義務に留まり、特別特定建築物のバリアフリー化では適合義務が求められる。また、同法は地方公共団体が委任条例によってバリアフリーを拡充・強化できると定めており、たとえば東京都は建築物バリアフリー条例によって適合義務対象を拡大している。
この法律の施行以降、高齢者・障害者等の弱者を区別しないで万人が利用可能な環境づくり（ユニバーサルデザイン）が求められるようになりつつある。
この法律は、東京オリンピック・東京パラリンピックに向けたバリアフリー施策の一層の促進を図るため、平成30年(平成30年法律第32号)と令和2年(令和2年法律第28号)に法改正が行われた。この改正に伴い、市町村がバリアフリー方針を定めるバリアフリーマスタープラン(移動等円滑化促進方針)制度の創設（第２４条の２）、一定規模以上の公共交通事業者等に対しバリアフリー化の取り組み状況を記した計画書・報告書の国への提出（第９条の４、第９条の５）及び公表（第９条の６）の義務化とソフト基準適合義務の創設、公共交通事業者等または道路管理者に対し公共交通機関の乗り継ぎ円滑化のための協議への応諾義務の創設（第８条９項）、障害者等の参画の下で政策内容の評価を行う会議(移動等円滑化評価会議)の設置（第４条、第５２条の４）などが制度化された。また、改正法の施行に伴う関係する基準及び省令等の改正も順次行われている。

## 既存建物の対応
既存建物の増改築（用途変更を含む）つまり建築確認が伴うものは、当法の対象となる。すなわち、特定建築物の増改築では下記建築物移動等円滑化基準への適合努力義務が、特別特定建築物の増改築では同基準への適合義務が生じる。

## 基準の概要
以下の二つの基準が設けられている。

### 1. 建築物移動等円滑化基準
バリアフリー化のための最低レベルとされる（特定建築物では努力義務、特別特定建築物では適合義務がある）。
- 車椅子と人がすれ違える廊下
- 通路巾の確保（1.2m）
- トイレの一部に車椅子用のトイレがひとつはある
- 目の不自由な人も利用し易いエレベーターがある
- その他

なお、バリアフリー新法では、ホテル等の客室について、客室総数50以上の場合は、車いす使用者が円滑に利用できる客室を一以上（2019年9月より、客室の総数の1%以上）設けることとしている。

### 2. 建築物移動等円滑化誘導基準
バリアフリー化の好ましいレベルとされる（適合義務はないが、基準を満たすと一定のインセンティブがある）。
- 車椅子同士がすれ違える廊下・通路巾の確保（1.8m）
- 車椅子用のトイレが必要な階にある
- 建物の面積に関わらず目の不自由な人も利用し易いエレベーターがある
- その他

建築設計上の主な具体的注意事項は以下のような点である。
- 床はなるべく段差を設けない
- 床の段差はスロープとし、1/12以下の勾配とする。（16cm以下の段差の場合は1/8以下）
- 床仕上げは滑りにくいものとする
- 階段やスロープに近接する床には点状ブロック（点字ブロック）を設ける
- 出入口巾は80cm以上にする（誘導基準では90cm以上）
- 身障者用駐車場を設ける
- その他

## 認定・優遇措置
誘導基準を満たす建物は所管行政庁の認定を受けることができ、以下のような特典が設けられている。なお、認定は道路や敷地内駐車場から当該施設まで（オフィスビルであればテナントエントランスまで）の経路が対象となる。
- バリアフリー工事費の低利融資
- 公的機関に申請する場合の確認手数料の免除
- 所得税、法人税の割増償却（10%、5年間）
- バリアフリーの廊下・便所等の容積への不算入（延べ面積の1/10を限度とする）

## 当法律の対象建築物
特定建築物（法2条16号、施行令4条）
多数の人が利用する建築物として、以下の建築物が指定されている。これらの建築物については、建築主は、建築物移動等円滑化基準に適合させる努力義務がある（法16条）。
1. 学校
2. 病院又は診療所
3. 劇場、観覧場、映画館又は演芸場
4. 集会場又は公会堂
5. 展示場
6. 卸売市場又は百貨店、マーケットその他の物品販売業を営む店舗
7. ホテル又は旅館
8. 事務所
9. 共同住宅、寄宿舎又は下宿
10. 老人ホーム、保育所、福祉ホームその他これらに類するもの
11. 老人福祉センター、児童厚生施設、身体障害者福祉センターその他これらに類するもの
12. 体育館、水泳場、ボウリング場その他これらに類する運動施設又は遊技場
13. 博物館、美術館又は図書館
14. 公衆浴場
15. 飲食店又はキャバレー、料理店、ナイトクラブ、ダンスホールその他これらに類するもの
16. 理髪店、クリーニング取次店、質屋、貸衣装屋、銀行その他これらに類するサービス業を営む店舗
17. 自動車教習所又は学習塾、華道教室、囲碁教室その他これらに類するもの
18. 工場
19. 車両の停車場又は船舶若しくは航空機の発着場を構成する建築物で旅客の乗降又は待合いの用に供するもの
20. 自動車の停留又は駐車のための施設
21. 公衆便所
22. 公共用歩廊

特別特定建築物（法2条17号、施行令5条）
不特定かつ多数の者が利用し、又は主として高齢者、障害者等が利用する特定建築物であって、移動等円滑化が特に必要なものとして、以下の建築物が指定されている。これらの建築物については、建築主は、建築物移動等円滑化基準に適合させる義務がある（法14条）。ただし、義務の対象は、床面積の合計が2000m2以上（公衆便所については50m2以上）の建築物に限定されている（施行令9条）。
1. 小学校、中学校、義務教育学校若しくは中等教育学校（前期課程に係るものに限る。）で公立のもの[2]又は特別支援学校
2. 病院又は診療所
3. 劇場、観覧場、映画館又は演芸場
4. 集会場又は公会堂
5. 展示場
6. 百貨店、マーケットその他の物品販売業を営む店舗
7. ホテル又は旅館
8. 保健所、税務署その他不特定かつ多数の者が利用する官公署
9. 老人ホーム、福祉ホームその他これらに類するもの（主として高齢者、障害者等が利用するものに限る。）
10. 老人福祉センター、児童厚生施設、身体障害者福祉センターその他これらに類するもの
11. 体育館（一般公共の用に供されるものに限る。）、水泳場（一般公共の用に供されるものに限る。）若しくはボーリング場又は遊技場
12. 博物館、美術館又は図書館
13. 公衆浴場
14. 飲食店
15. 理髪店、クリーニング取次店、質屋、貸衣装屋、銀行その他これらに類するサービス業を営む店舗
16. 車両の停車場又は船舶若しくは航空機の発着場を構成する建築物で旅客の乗降又は待合いの用に供するもの
17. 自動車の停留又は駐車のための施設（一般公共の用に供されるものに限る。）
18. 公衆便所
19. 公共用歩廊

なお、施行令5条8号は「官公署」と明記しているため、官公庁以外の民間の事務所は、他の1～7号、9～19号に該当する場合を除き、当然に対象外である。
条例による対象の拡大
なお、地方公共団体が条例を制定することにより、バリアフリー法では特別特定建築物とされていない特定建築物を特別特定建築物とすることや、特別特定建築物の対象となる規模および適合基準について、地域の実情に応じて強化することができると定められている。この場合、特別特定建築物は必ずしも不特定が利用する建築物に限られず、学校などの特定多数が利用する用途の建築物が特別特定建築物とされることがある（東京都、川崎市など）。